# Letheobia wittei
Letheobia wittei är en ormart som beskrevs av Roux-Estève 1974. Letheobia wittei ingår i släktet Letheobia och familjen maskormar. Inga underarter finns listade i Catalogue of Life.
Arten förekommer i Kongo-Kinshasa och kanske även i Kongo-Brazzaville. Honor lägger ägg.